# Мінор (цвинтар)
Мусульманський цвинтар Мінор — некрополь у Ташкенті, розташований у центрі міста. 

## Історія
Історія цвинтаря Мінор налічує близько 150 років. Цвинтар сплановано та розділений на 83 ділянки, серед яких є узбецькі, татарські, кавказькі та казахські мусульманські поховання. Для зручності відвідувань, є три під'їзних входу на цвинтар.
Сучасна територія називається «Янгі Мінор», тобто Новий Мінор. Старий Мінор або «Ескі Мінор», який був заснований, приблизно у 1870-х роках, був повністю зруйнований землетрусом 1966 року.
Згодом, майданчик вирівняли, і почали облагороджувати, а Мінор поступово змістився вгору, вздовж берега каналу Анхор.